# Las Turas
La Fiesta de las Turas es una representación colectiva de ascendencia indígena, esencialmente ritual, que aún siguen ejecutando los descendientes de los Ayamanes, principalmente en el noroccidente Venezolano.

## Historia
No utilizan instrumentos que no sean de su propia autonomía, ya que son realizados con restos de cráneos de venado de distintos tamaño, a los cuales se le cierran los orificios nasales y de los ojos, con cera virgen, dejando solo abierto el orificio occipital por el cual se reproduce el sonido característico de esta danza.
Y también se utilizan dos flautas, una más larga que la otra, denominadas tura macho y tura hembra, elaboradas con caña o madera, conocidas como quena que consisten en un tubo que se corta en una especie de W o M invertida en uno de sus extremos. Además dos silbatos hechos con cráneos de venado, también de diferente tamaño llamados cacho grande y cacho pequeño y finalmente una maraca.
Esta danza se caracteriza por poseer un orden jerárquico, organizada de la siguiente manera:
- El capataz, símbolo de autoridad utiliza un látigo hecho de hilos trenzados con varios nudos en su extensión y encerado con cera de abejas, quien hace cumplir estrictamente las diferentes partes de la ceremonia

- La reina, utiliza una corona provista de plumas de aves, habitantes de la zona y vistosas hojas como única prenda. Es la anfitriona del baile y responsable de la abundancia de alimentos para la celebración.

- El mayordomo, cumple varias funciones de las cuales destaca el velar por el emplazamiento de la cruz en el centro del palacio, la disposición de las velas por la reina, la ordenación de los círculos de rigor, la precisión de las ofrendas, etc.

- Los cazadores,  normalmente eligen trece entre los más destacados de la comunidad que deben llevar animales de monte para los preparativos de la ceremonia.

- Los músicos, el grupo musical está conformado por seis personas: dos cacheros mayores (cachos de venado), dos cacheros menores (cachos de matacán, especie de venado más pequeña) y dos tureros (flautas de caña).

## Baile
Su baile consta de 2 palos, tendrán que danzar de manera similar a la de San Antonio de Padua, pero en este caso tienen que correr y saltar
En las turas los danzantes se ubican en extensas cadenas, donde participan hombres y mujeres, pero sin un orden preestablecido de alternancia de sexos. El baile se inicia con los capataces, que con una maraca en la mano, salen danzando de un extremo a otro de las largas filas inmóviles de participantes. Inclinan las maracas y realizan diversos gestos como de invocación, moviéndose los danzantes de las largas filas al son de las flautas.
La danza se clasifica como colectiva de ronda debido a que los bailarines forman un semicírculo, van entrelazando sus brazos a los demás, uno por detrás de los hombros del otro y, a veces, colocan la mano en la cintura del siguiente danzarín. Intervienen hombres y mujeres, luego giran en la misma dirección o en la dirección contraria. Los danzantes siempre conservan un riguroso ritmo que marcan con pisadas fuertes sobre el suelo.
Al finalizar la etapa bailable, se da inicio a la ceremonia religiosa donde los danzantes se dirigen a un árbol de gran tamaño de nombre Copey, al que consideran como un portal para los santos espíritus y derraman grandes tinajas de chicha, pues es un árbol que atrae nieblas y lluvias, el objetivo de esto es rogar que no escaseen los inviernos y así tener grandes cosechas.